# Vivian Smith (1er baron Bicester)
Vivian Hugh Smith, 1er baron Bicester (9 décembre 1867 - 17 février 1956) est un banquier britannique.

## Jeunesse
Il est le fils aîné de Hugh Colin Smith (fils de John Abel Smith), gouverneur de la Banque d'Angleterre de 1897 à 1899 et de Constance Maria Josepha Adeane. Il fait ses études au Collège d'Eton et au Trinity College de Cambridge. Son frère Aubrey Smith (amiral) (en) rejoint la Royal Navy à l'âge de onze ans et devient plus tard amiral.

## Carrière
Il est président de Yule Catto & Company Ltd (aujourd'hui Synthomer), gouverneur de la Royal Exchange Assurance Corporation de 1914 à 1956 et administrateur de Morgan Grenfell &amp; Co. Entre 1934 et 1956, il occupe le poste honorifique de Lord Lieutenant de l'Oxfordshire. Le 29 juin 1938, Il est élevé à la pairie en tant que baron Bicester, de Tusmore dans le comté d'Oxford.

## Vie privée
En 1897, il épouse Lady Sybil Mary McDonnell, fille de William McDonnell, 6e comte d'Antrim et de Louisa Jane Grey (une petite-fille de Charles Grey (2e comte Grey)). Ensemble, ils ont sept enfants:
- Randal Hugh Vivian Smith, 2e baron Bicester (1898-1968), qui épouse Dorothea Gwenllian James, fille aînée de Walter James, 3e baron Northbourne[2]
- Victoria Alexandrina Vivian Smith (1899–1969), décédée célibataire
- Mary Constance Vivian Smith (1901–1981), qui épouse Francis Rodd (2e baron Rennell)
- Stephen Edward Vivian Smith (1903–1952), qui épouse Eleanor Anderson Hewitt, une fille d'Edward Shepard Hewitt de New York, en 1929. Ils divorcent en 1947 et il épouse Mabel Lovering, fille aînée d'Albert William Rogers Lovering, en 1948
- Joyce Sybil Vivian Smith (née en 1905), qui épouse le major-général Gerald Lloyd-Verney, fils aîné d'Harry Lloyd-Verney
- Mildred Vivian Smith (1908–1995), neurologue
- Hugh Adeane Vivian Smith (1910–1978), qui épouse Helen Dorothy Primrose, la fille d'Harry Primrose (6e comte de Rosebery).

Lord Bicester meurt en février 1956, à l'âge de 88 ans, et est remplacé dans la baronnie par son fils aîné Randal. Son épouse est morte en 1959.